# Кастилия и Леон
Кастилия и Леон е най-голямата по площ испанска автономна област, която се намира в северната част на страната. Административният ѝ център е град Валядолид. На територията на днешната област са съществували кралствата Кастилия и Леон.